# Colbert (Oklahoma)
Colbert – miasto w Stanach Zjednoczonych, w stanie Oklahoma, w hrabstwie Bryan.